# Afinidad (revista)
Afinidad es una revista española de química teórica y aplicada fundada por Eduardo Vitoria Miralles  y una de las publicaciones científicas más longevas editadas en lengua castellana o española. Acepta artículos en español, catalán e inglés. Se comenzó a publicar en 1921 bajo el auspicio de la Asociación de Químicos e Ingenieros del Instituto Químico de Sarriá. Desde 2011 publica cuatro números anuales. Tiene un archivo bibliográfico completo en red a partir del año 1998. 

## Artículos
Afinidad publica artículos artículos de revisión, contribuciones originales y comunicaciones en todos los aspectos de la ingeniería química, ingeniería de procesos, química y biotecnología.

## Historia
En 1916 el Laboratorio del Ebro se traslada a Sarrià y pasa a llamarse Instituto Químico de Sarrià (IQS). Un año después el P. Eduardo Vitoria es nombrado miembro de la Real Academia de Ciencias y Artes de Barcelona, de la que años más tarde fue presidente.
En 1921 nace la Asociación de Antiguos Alumnos de IQS. Eduardo Vitoria fue nombrado presidente de la Asociación. En 1921 fundaría la revista Afinidad, publicándose el primer ejemplar ese mismo año.

## Bases de datos
Está citada en diversos archivos bibliográficos tales como Dialnet, Latindex, CSIC, RACO, EVISA, Science Citation Index, Scopus, Chemical Abstracts Core, Food Science & Technology Abstracts, CIRC. Clasificación integrada de revistas científicas, SJR. SCImago Journal & Country Rank, MIAR SHERPA/RoMEO.